# Branko Baković
Branko Baković (Sârbă chirilică: Бранко Баковић; n. 31 august 1981, Kragujevac) este un fotbalist sârb, care evoluează pe postul de mijlocaș ofensiv la clubul elvețian Black Stars Basel.